# Iitti
Iitti este o comună din Finlanda.